# Nhà thờ Thánh Elizabeth ở Košice
Nhà thờ Thánh Elizabeth ở Košice (tiếng Slovakia: Dóm svätej Alžbety v Košice) là một nhà thờ tọa lạc ở giữa Phố Chính, thành phố Košice, vùng Košice, Slovakia. Đây là nhà thờ lớn nhất ở Slovakia có sức chứa hơn 5.000 người và cũng là thánh đường Gothic cực đông ở Châu Âu. Khu phức hợp bao gồm Nhà thờ và các tòa nhà liền kề của Nhà nguyện Thánh Michael và Tháp Đô thị được công nhận là di tích văn hóa vào ngày 16 tháng 10 năm 1963 và được tuyên bố là di tích văn hóa quốc gia vào năm 1970.

## Mô tả
Nhà thờ có diện tích bên trong là 1.200 mét vuông, tổng diện tích của lô đất với tòa nhà là 1.796 mét vuông. Chiều dài bên ngoài của mái vòm là 60 mét, rộng 36 mét, chiều cao của tháp bắc, gian chính và gian phụ lần lượt là 59 mét, 24 mét và 12 mét.
Việc xây dựng Nhà thờ Thánh Elizabeth ở Košice bắt đầu từ cuối thế kỷ 14 và hoàn thành vào năm 1508. Kiến trúc của Nhà thờ Thánh Elizabeth có tác động đáng kể đến các hoạt động xây dựng ở các thành phố xung quanh, bao gồm Prešov, Bardejov, Sabinov, Rožňava và cũng ảnh hưởng đến việc xây dựng các nhà thờ khác ở Ba Lan và Transylvania (Sibiu, Brașov và Cluj).